# Puerto Moral
Puerto Moral è un comune spagnolo di 254 abitanti situato nella comunità autonoma dell'Andalusia.

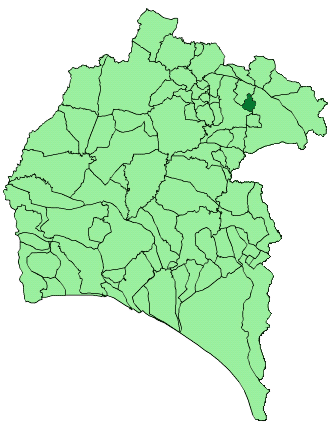
Mappa del comune nella provincia